# Мерсман, Ханс
Ханс Мерсман (нем. Hans Mersmann; 6 августа 1891, Потсдам — 24 июня 1971, Кёльн) — немецкий музыковед. Работал над анализом музыкальных произведений, музыкальной эстетикой, народными песнями и практикой исполнения, разработал концепцию музыки, как звукового процесса. Оказал большое влияние на современные методы анализа музыкальных произведений.

## Биография
Образование получил в Мюнхене и Берлине. Ученик Арнольда Шеринга, Германа Кречмара и Хуго Римана. В 1916 году защитил диссертацию.
В 1917—1933 годах — первый директор немецкого архива народных песен (нем. Musikarchiv Deutscher Volkslieder) в Берлине. В 1924—1933 годах — редактор престижного журнала «Мелос». В 1926 году — адъюнкт-профессор высшей технической школы в Берлине. С 1932 года руководил музыкальным отделом «Немецкого Радио».
После прихода к власти нацистов в 1933 году был вынужден уйти со своих постов, работал частным учителем музыки. В 1935 году национал-социалистическим обществом культуры Рейха был обвинён в пособничестве «большевистской музыке».
После войны преподавал в Мюнхенской музыкальной школе. С 1947 года по 1957 год — директор Кёльнской высшей школы музыки, с 1953 года — представитель Западной Германии в Международном музыкальном совете ЮНЕСКО.
Наиболее известные работы — Angewandte Musikästhetik (1926), Die Tonsprache der neuen Musik (1928), Stillprobleme der Werknanalyse (1963).